# Invicta Film

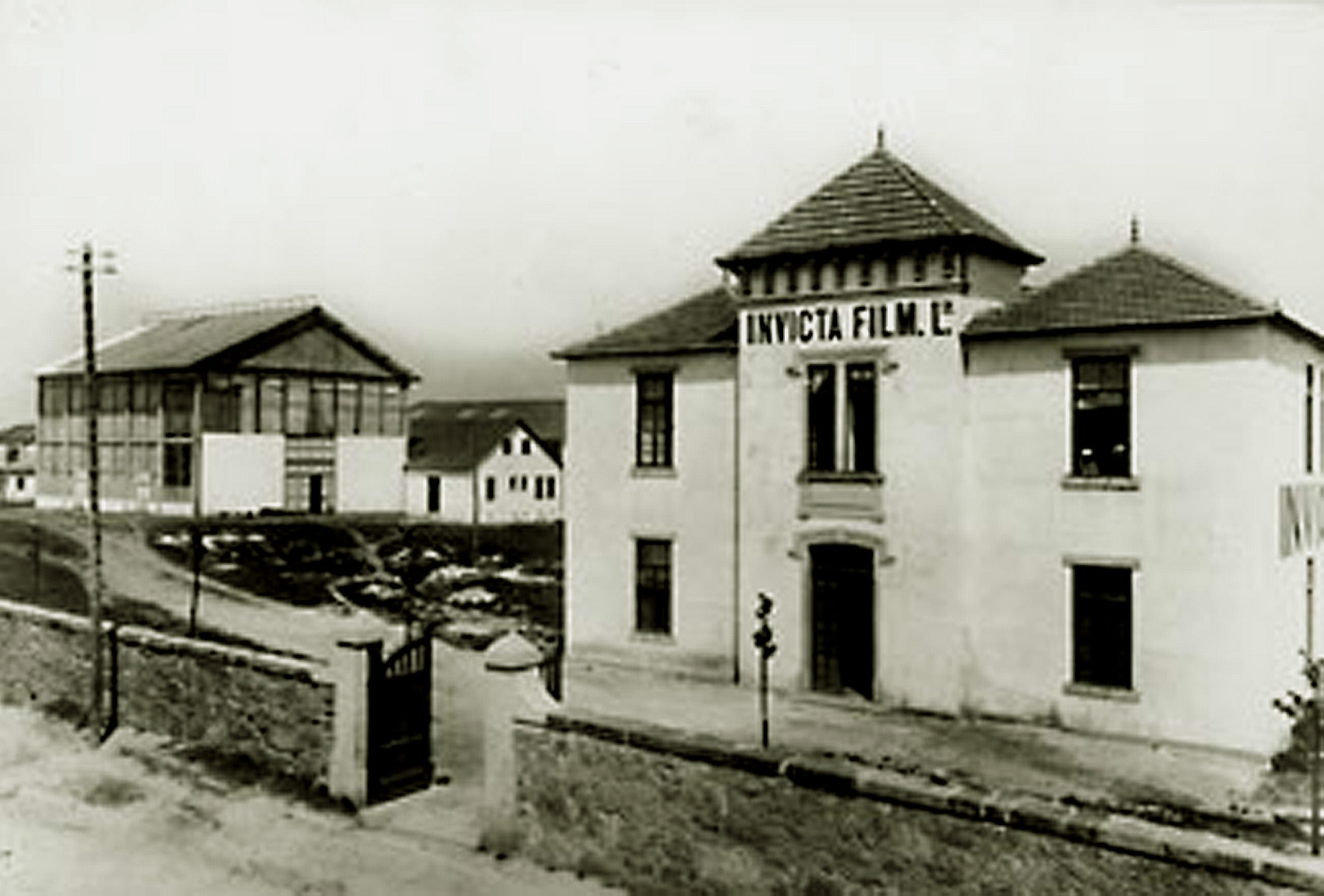
Estúdios da Invicta Film, no Carvalhido, Porto.

A Invicta Film foi uma produtora portuguesa de cinema, sediada na cidade do Porto, cuja actividade se destacou nos anos vinte, com um número significativo de filmes relevantes para a história do cinema em Portugal.

## História

### O início
O produtor portuense Alfredo Nunes de Matos tinha a sede de uma modesta empresa, fundada em 1910, no nº 135 da rua de Santo Ildefonso, no Porto. Em 1912 muda-se para uma dependência do Jardim Passos Manuel, dando à firma o nome de "Nunes de Matos & Cia – (Invicta Film)".
Produz «panorâmicas», documentários de propaganda comercial, industrial e de actualidades. Vários deles são exibidos em Portugal e no estrangeiro. É fornecedor de jornais nacionais para firmas tão importantes como a Pathé e a Gaumont, sociedades francesas com um papel determinante na distribuição e exibição de filmes na França e no mercado internacional. É o caso de alguns filmes de particular significado, como as Manobras Navais Portuguesas ou as Grandes Manobras de Tancos (1912, exercícios de preparação do exército português para eventuais conflitos) ou ainda O Naufrágio do "Veronese" (imagens de um desastre marítimo ocorrido em frente da Boa Nova, em Leça da Palmeira, perto de Leixões, na madrugada de 10 de Fevereiro de 1913). O jornal de actualidades causa sensação em Portugal e no estrangeiro. Desse filme são vendidas mais de cem cópias, para a Europa e Brasil.
Nunes de Matos não se deixa impressionar pela conjuntura desfavorável e é apoiado por um banqueiro optimista, José Augusto Dias, que se mostra sensível às potencialidades do projecto ao qual não deixará de acudir em momentos difíceis.
No dia 10 de Março de 1916, pela boca do barão Rosen, embaixador em Lisboa, a Alemanha declara guerra a Portugal. Por essa altura é grande a turbulência política nacional, agravada pelo envio das primeiras tropas portuguesas para a frente de combate em França.
O contexto não se mostra favorável à implantação de uma indústria de cinema, o que não intimida o invicto empresário. Sendo diversos os temas que filma, avaliando o mercado, prefere assunto «genuinamente e exclusivamente português». E em Portugal temas apelativos não faltam. 
Tem como colaboradores técnicos experientes vindos de produtores já conhecidos, alguns dos quais tinham deixado Manuel Maria Costa Veiga, da extinta Portugália Film. Para responsável do laboratório desencanta um aragonês competente, um certo Thomas Mary Rosel.

### A reestruturação
O projecto de Nunes de Matos consolida-se com a adesão de outros interesses, de gente bairrista do Porto, encabeçados pelo banqueiro José Augusto Dias, já a guerra tinha feito muitos mortos. No cartório do notário António Mourão é assinada a 22 de Novembro de 1917 a escritura de uma sociedade por cotas, de responsabilidade limitada, designada como Invicta Film Lda., com o capital de 150.000 escudos, uma quantia muito avultada à época. São sócios umas dezassete importantes personalidades. As cotas vão de cinco a sete contos. 
Fazem uma reunião e elegem os corpos gerentes no dia 1 de Dezembro. É decidida nessa reunião a aquisição de duas máquinas de filmar, uma Urban e uma Contenet, um projector dessa mesma marca e outro de marca Pathé, uma bateria de arcos voltaicos, geradores, 20.000 metros de negativos impressionados, enquanto património da firma-mãe, e a patente nº 9394 de uma invenção, registada a 12 de Novembro de 1914, o Cine-Magic. Tratava-se de «um novo processo de reflexão cinematográfica conseguindo que as figuras, em vez de se reflectirem num écran, apareçam isoladas num palco, iludindo por completo a vista, dando a impressão de que são pessoas que se movimentam e não reflexões cinematográficas». Isto é, «um processo em que se tentava obter a terceira dimensão, ou fosse o tão almejado relevo»: a realidade virtual, em suma, umas boas oito décadas avant-la-lettre (M. Félix Ribeiro, em Filmes, Figuras e Factos do Cinema Português). Sendo inquestionável a eficácia do processo mas não sendo prioridade a sua execução, a patente será renovada de dois em dois anos, até 1928, ano em que a Invicta deixará de existir. 
Quinze dias depois, em nova reunião, é decidido que, ao serviço da empresa, se desloque ao estrangeiro (França e Itália), o gerente, Alfredo Nunes de Matos, para comprar maquinaria. Entretanto, em 1907, instalara-se ali mesmo ao lado o dono da Fundição Alegria & Cª, empresa do Rio de Janeiro, um retornado português, chamado Henrique Ferreira Alegria. Interessado pela exibição cinematográfica, abrira a 18 de Maio de 1912 o Cinema Olympia, a dois passos do Jardim Passos Manuel. Acaba por ser integrado na nova empresa como director artístico, isto é, como director de produção. Matos e Alegria partem juntos para Paris em meados de Janeiro de 1918. Numa entrevista ao jornal O Século, dada no dia 14 desse mês, Nunes de Matos declara: «Vou em primeiro lugar a Paris e à Itália procurar o que há de melhor, a última palavra em mecanismos. Porque o meu principal intento é emancipar-me de estrangeiros, embora não deixe de concordar que, para começo, é lá que tenho de ir buscar tudo». Deixa também claro que tenciona trazer de lá um régisseur à altura das suas ambições.
Em Paris, junto da Pathé Frères, na Rue de Ravart, obtêm os viajantes «a mais perfeita e amigável compreensão» e, coisa não menos importante, o plano e o projecto das futuras instalações dos estúdios da Invicta Film. Cede-lhes a Pathé também os técnicos de que precisam: um realizador, de nome Georges Pallu, um operador de imagem, Albert Durot, um chefe de laboratório, Georges Coutable e a sua mulher Valentine, montadora de filmes, O casal será  mais tarde substituído por outro operador e outra montadora, vindos também da Pathé, J. Trobert e Madame Meunier. É contratado ainda um arquitecto decorador, Albert Durot, depois substituído por Maurice Laumann, também dos quadros da Pathé 
O convénio entre as duas empresas é assinado a 17 de Fevereiro. A 12 de Março de 1918 é firmado o contrato de trabalho entre a Invicta Film e Pallu, que se responsabiliza pela escolha dos argumentos com o director artístico, pela sua adaptação para cinema e ainda pela montagem dos cenários. Seria ele também o responsável pela construção do estúdio. O contrato era de um ano, mas a colaboração duraria cinco. É Pallu quem traz para a empresa o realizador Rino Lupo, que será também, com Pallu, um dos dois mais importantes realizadores da Invicta Film.

### A produção
A Invicta Film produz durante seis anos vários documentários e filmes de ficção.

#### Primeiras produções
Georges Pallu escolhe como primeira obra a adaptação de um conto inédito de Júlio Dantas, Frei Bonifácio, que seria entretanto publicado no jornal lisboeta O Dia, em 2 de Outubro de 1918. O filme estreia em Lisboa, com bons resultados, no cinema Olympia, uma das mais prestigiadas salas da cidade, a 4 de Outubro. Realizados por Pallu em 1919 seguem-se A Rosa do Adro e O Comissário de Polícia, com estreia na mesma sala, o primeiro em 27 de Outubro e o segundo em 2 de Fevereiro do ano seguinte. Uma outra obra, O Mais Forte, produzida nesse mesmo ano, serve para testar os estúdios então abertos na Quinta da Prelada, ao Carvalhido, no Porto. Perdeu-se o rasto do filme. 
A Invicta Film compete entretanto com a Lusitania Film, que produz um filme de Artur Costa de Macedo e vários de José Leitão de Barros, que então realiza as suas primeiras obras.
Os estúdios da empresa, com dimensões trinta por vinte metros e dezassete de altura, um «teatro de prises-de vues» ou de «pose», vasta galeria de estruturas de ferro com coberturas de vidro, ficam concluídos em 1920. A adaptação do romance de Júlio Diniz, «Os Fidalgos da Casa Mourisca», que terá enorme êxito no Brasil, é a obra escolhida para a sua estreia em plena renovação. As filmagens começam em Agosto e acabam em Outubro. O projecto é um dos dois maiores empreendimentos cinematográficos da firma. 
No último ano da década a Invicta Film estabelece um acordo com o Diário de Notícias. O jornal publicaria folhetins ou novelas, que seriam depois adaptadas a cinema, na linha das séries inventadas por Louis Feuillade. O jornal tem por encargo as criações literárias, a escolha dos actores e é detentor dos direitos de argumento. A produtora obriga-se a produzir os filmes à medida que os folhetins são publicados e os negativos serão propriedade sua. O contrato é de seis meses. Desse projecto resulta apenas um melodrama, Amor Fatal e uma tragicomédia, Barbanegra. 
O segundo grande empreendimento da Invicta Film é a adaptação da obra de Camilo Castelo Branco, Amor de Perdição, em 1921, obra realizada também por Pallu. O filme estreia em 28 de Novembro em Lisboa, no cinema Condes. Segue-se Mulheres da Beira e Quando o Amor Fala.
«Uma tarde de Agosto de 1921 um homem de aspecto estranho, de estatura mediana e de olhos vivos a espreitarem por detrás de umas lunetas pequenas, que cintilavam sob um boné de viagem enterrado até às orelhas, transpôs o portão da Quinta da Prelada».

#### Os trabalhos de Rino Lupo
O homem, um estrangeiro, pretende falar com a gerência. Quem o recebe é George Pallu. Diz o estrangeiro que se chama Rino Lupo, que é de origem italiana, que trabalhou na conhecida produtora francesa de Léon Gaumont como régisseur, que ouviu falar em Varsóvia dos progressos da Invicta Film por um português que por lá andava, que gostaria de colaborar com a empresa e ficar por algum tempo em Portugal. A conversa de Lupo convence Pallu e ele é contratado. A direcção dos projectos da Invicta Film será partilhada a partir de então entre os dois realizadores.
É no Diário de Lisboa, em entrevista, que Rino Lupo desabafa:  «Fiquei maravilhado com o vosso país. Que sol esplendoroso, que estonteamento de montanhas, que rincões soberbos de vegetação e de cor, que majestade de serranias, e de montanhas! Deram-me o livro de Abel Botelho e indicaram-me para filmar a Frecha de Misarela. Li avidamente aquele punhado de páginas e, à medida que as percorria, comecei, através das suas linhas, a dar largas à minha fantasia, permitindo-me enriquecer de detalhes e de pormenores aquele descritivo singelo de onde não ressaltam nem indicações nem factos absolutamente concretizados». Declarando ter veia de pintor, Lupo pintará deste modo os seus quadros. E prossegue: «Mulheres da Beira será pois, se me consente a audácia, um verdadeiro filme de arte, de emoção e de beleza campesina». Lupo está-se nas tintas para o guião, improvisa a seu gosto (na linha anti-academista, trata-se de mostrar la vie à l’improvise), atrasa-se no trabalho, mas acaba-o (1921). Pelo sim e pelo não, a fita é montada por Pallu. Estreia no ano seguinte no Olympia do Porto. 
Georges Pallu realiza o filme seguinte, Quando o Amor Fala, estreado no cinema Condes, em Lisboa, no mês de Outubro de 1921. A Homenagem ao Soldado Desconhecido, filmagem da trasladação do corpo de um combatente português morto na frente de combate da Flandres, actualidade mais longa que curta, estreará na mesma sala e no mesmo ano.
Os resultados um tanto «atrabilitários» do trabalho de Lupo devidos à sua mania do improviso e ao seu modo desorganizado levam ao seu despedimento (1923). 
Persistente e agora seduzido pelo sol de Lisboa, mais quente que o do Porto, muda-se para a capital onde abre a Escola de Arte Cinematográfica com sede no nº 182 da Rua da Palma. Mas, imprevisível como é, regressa de novo à invicta cidade onde funda a sua Escola de Cinema, da qual sairão formados os actores da melhor das suas obras, Os Lobos (1923), produção da Ibéria Film, que com nova montagem, será aceite pela Gaumont para distribuição internacional (1924).
Rino Lupo dirigirá ainda em Portugal mais quatro filmes: Carmiña, Flor de Galicia, versão espanhola de Mulheres da Beira (1926), uma obra inacabada, O Diabo em Lisboa (1927), Fátima Milagrosa (1928) e José do Telhado (1929). Lupo deixa Portugal, já na época do filme sonoro, em 1931.
Quem entretanto também abandona a Invicta Film por razões contratuais é o operador de imagem Artur Costa de Macedo depois de ter filmado as Mulheres da Beira. Fora ele o responsável pela cobertura de alguns dos aspectos mais emocionantes da aventurosa travessia aérea do Atlântico empreendida por Gago Coutinho e Sacadura Cabral.

#### Os anos mais produtivos
São duas as obras produzidas pela Invicta Film no ano de 1922, ambas de Georges Pallu: O Destino (Lisboa, cinema Condes, 2 de Maio) e O Primo Basílio (Porto, Jardim Passos Manuel, 27 de Março). Os anos de 1923 e 1924 são os mais produtivos na curta vida da firma: 
- As Tempestades da Vida, de Augusto de Lacerda (Porto, Jardim Passos Manuel, 16 de Fevereiro de 1923)
- Os Lucros Ilícitos: Gold & Cª , de Pallu (Lisboa, Chiado Terrasse e Salão Foz – 26 de Novembro 1923)
- Tragédia de Amor de Maurice Laumann (Lisboa, Salão Foz e Chiado Terrasse, 4 de Fevereiro de 1924)
- Tinoco em Bolandas, de António Pinheiro (Porto, Jardim Passos Manuel, 15 de Janeiro de 1924)
- A Tormenta, de Georges Pallu (Lisboa, Condes, 12 de Junho de 1925)

### O encerramento
São no entanto insuficientes as receitas. Não existe rede de distribuição que sirva os interesses da empresa. Os problemas financeiros surgem a partir de meados de 1923. Tenta-se ainda exportar alguns dos filmes já produzidos para o Brasil e Estados Unidos, visando os centros de emigração. Consegue-se  vender alguns, mas os resultados são poucos.
A Invicta Film dispensa todo o pessoal da produção a 15 de Fevereiro de 1924, mas mantém o laboratório aberto. Encerra definitivamente a actividade em 1928.
Fica encerrado assim também o ciclo de alternâncias entre o Porto e Lisboa, na predominância das actividades de produção, desde que surgira o primeiro filme portugues. A criação dos laboratórios da Tobis Portuguesa no começo dos anos trinta, com o advento do sonoro e com  equipamentos de ponta, completa a reviravolta.